# Tom-Tom et Nana (série télévisée d'animation, 2019)
 (novembre 2019).
Tom-Tom et Nana (1998)
Tom-Tom et Nana est une série d'animation française en 52 épisodes, adaptée de la bande-dessinée à succès Tom-Tom et Nana du groupe de presse Bayard. Elle est diffusée sur la chaîne Télétoon+ à partir du 2 septembre 2019 et disponible à la demande sur MyCanal.
Il s'agit d'une nouvelle adaptation, après la première série animée de 1998.

## Synopsis
La série met en scène la famille Dubouchon, tenancière du restaurant À la bonne Fourchette, dont la tranquillité est troublée par les fantaisies des deux plus jeunes enfants, Tom-Tom et Nana.

## Personnages

### La famille dubouchon
- Tom-Tom Dubouchon : le cadet des enfants et seul garçon de la famille, cancre, qui est fatigué par les excès de Nana. Le plus souvent, c'est lui qui élabore les plus grosses bêtises. Il a environ neuf ans.
- Nana Dubouchon : la benjamine, qui se laisse aller aux bêtises de Tom-Tom qu'elle admire autant que Marie-Lou. Elle a environ sept ans. Son caractère, assez simplet au début, évolue ensuite vers une personnalité plus fofolle.
- Adrien Dubouchon : père des enfants et chef-cuisinier du restaurant. Souvent grincheux, il semblerait qu'il soit cependant un cuisinier renommé, couronné de nombreux prix, sa chouquette royale est célèbre.
- Yvonne Dubouchon : mère des enfants. Plus coulante que son mari mais tout aussi dépassée par les excentricités de ses enfants.
- Marie-Lou Dubouchon : l'adolescente aînée des enfants, amoureuse de Mémed dans une grande partie de la série (ce qui ne l'empêche pas de draguer d'autres jeunes hommes), elle est excédée par ses deux jeunes frère et sœur.
- Roberte Dubouchon : sœur d'Adrien et tante des enfants. Elle possède un canari et se passionne pour le ménage et les travaux scolaires. Elle est la personne que cherchent le plus à éviter les Dubouchon, mais elle arrive souvent à ses fins.

### Les employés et clients du restaurant
- Mélanie Lano : aide-cuisinière. Dans le tome 33, mama Marto sous-entend que son fils Gino a une relation amoureuse avec elle.
- Gino Marto : serveur originaire d'Italie, toujours très chic et pourvu d'une mère très excentrique et turbulente, mama Marto. Il aime beaucoup Tom-Tom et Nana, mais il lui arrive d'exploser devant leurs farces.
- M. Henri : client régulier d'une soixantaine d'années. Toujours très calme et posé lors des repas, il est capable le reste du temps d'une grande excentricité.
- Mme Poipoi : cliente régulière, elle est généralement accompagnée de monsieur Henri.
- M. Robert : client régulier, dîne souvent avec monsieur Henri et madame Poipoi.
- Mme Kellmer : cliente aime la voyance et la magie et est passionnée par les animaux. Cependant les parents Dubouchon l'évitent alors que les enfants adorent. Elle possède un très gros chien, Poussin, source de nombreux gags.
- M. Nénesse : client à l'allure de clochard.
- M. Rechignou : client exigeant. Une fois devenu riche, il déserte la Bonne Fourchette, lui préférant le chic Homard gracieux. Malgré son horrible caractère (qui s'assouplit au fil des tomes), les Dubouchon font tout pour le récupérer lors de ses — rares — visites, sans succès. Il travaille dans une entreprise de farces et attrapes, ce qui contraste avec son caractère rigide.
- Mme Mochu : cliente hautaine et particulièrement laide malgré tout le soin qu'elle porte à son apparence.
- Bouboule : Le fils de madame Mochu.
- M. Biscotte : client pratiquant le catch sous le pseudonyme de « Poigne de Béton ».
- M. Lachaise : client, remplaçant scolaire de monsieur Tabouret, qui se brouille avec Tom-Tom dès leur première rencontre.

### L'école
- Rémi Lepoivre : meilleur ami de Tom-Tom, d'origine Guadeloupéenne, faisant partie d'une famille très sportive. Bien qu'apparemment très bon élève à l'école, il est presque aussi turbulent que les enfants Dubouchon. Il ne peut pas se séparer de son chapeau vert.
- Sophie Moulinet : amie de Tom-Tom, reconnaissable à ses grosses lunettes et première de classe, fille de parents riches, parfois détestable. Il semble que Tom-Tom ait un petit béguin pour elle dans certaines histoires.
- Alexandre : camarade de classe de Tom-Tom avec qui il se bagarre régulièrement.
- Fatiah : amie de Nana, assez chipie.
- M. Albert Tabouret : instituteur de Tom-Tom, intraitable sur les fautes d'orthographe et les calculs, capable d'une excessive sévérité avec ses élèves, souvent injuste.

## Distribution
- Mathéo Rabeyrin : Tom-Tom Dubouchon
- Audrey Boustani : Nana Dubouchon
- Jean-Yves Lafesse : Adrien Dubouchon
- Dorothée Pousséo : Yvonne Dubouchon
- Alice Orsat : Marilou Dubouchon
- Wandrille Devisme : Rémi Lepoivre
- Cassiopée Boutard : Sophie Moulinet
- Chiara Vergne : Fathia
- Gwénola de Luze : Tante Roberte
- Pétronille Moss : Mélanie Lano
- Jean Franco : Gino Marto
- Jean-Claude Donda : M. Henri
- Denise Metmer : Mme Poipoi
- Anne Rondeleux : Mme Kellmer
- Edwige Lemoine : Mme Mochu
- Loïc Houdré : M. Dubichon, M. Lepoivre
- Benjamin Pascal : M. Lachaise, M. Rechignoux
- Emmanuelle Hamet : Mme Moulinet, Vendeuse
- Hélène Bizot : Mme Lepoivre
- Luq Hamet : M. Tabouret, Jess Camote
Version originale
  - Studio de doublage : Calumet Production
  - Direction artistique : Luq Hamet

## Liste des épisodes
1. La Lettre piégée
2. Suivez le guide !
3. L'Indigestion de géographie
4. La Belle Vie de bébé
5. La Partie de Monopoly
6. Nagez couverts !
7. Mon grigri chéri
8. Une grande sœur de rêve
9. Ça ne se fait pas !
10. Maudits rollers !
11. La Sauce à papa
12. À moi, la varicelle !
13. Fonce, Yvonne !
14. Sus à Pupuce !
15. Un temps de chien
16. Le Code bonbon
17. Libérez Nana !
18. La nuit des nuits
19. Allô, Lolotte
20. Bonne pêche !
21. Au voleur !
22. La Nuit des survivants
23. Trop mimi
24. Le Chouchou de la classe
25. La Raclée du siècle
26. Touche pas à mes pièces jaunes !
27. Le Poison rouge
28. Lâche-nous les baskets !
29. Nana craque
30. La Tornade de printemps
31. La Crise de la rentrée
32. Bonjour les pestes
33. Grève de chouquette
34. La Pêche au Diling
35. Le Grigri de Tartousie
36. Tout, mais pas elle !
37. Le Livre de bibli
38. Noël à 200 à l'heure
39. Cher maître adoré
40. Une panne de cahier
41. La Bonne Combine
42. Abracadabra
43. Trouvé n'est pas volé !
44. Par ici, Soussou !
45. Merci, madame Ziza !
46. Adieu Radiolette !
47. Vive les mariés !
48. Bonne fête, Mamuche !
49. Un chic unique
50. Suivez la nounou !
51. La Reine rapeuse
52. Et ça repart !